# Бусије (Босански Петровац)
Бусије је насељено мјесто у Босни и Херцеговини у Општини Босански Петровац које административно припада Федерацији Босне и Херцеговине. Према попису становништва из 1991. у насељу је живјело 159 становника.

## Становништво
| Националност       | 1991. | 1981. | 1971. | 1961. |
| Срби               | 114   |       |       |       |
| Муслимани          | 38    |       |       |       |
| Југословени        | 7     |       |       |       |
| остали и непознато |       |       |       |       |
| Укупно             | 159   | '     | '     | '     |

| Демографија | Демографија | Демографија |
| Година      | Становника  | Становника  |
| ----------- | ----------- | ----------- |
| 1991.       | 159         |             |

## Знамените личности
- Вељко Совиљ, пуковник ЈНА, учесник Народноослободилачке борбе и носилац Партизанске споменице, рођен у Бусијама, а одрастао у Врточу.